# IC 3015
IC 3015 est une galaxie spirale située dans la constellation de l'Hydre. Sa vitesse par rapport au fond diffus cosmologique est de 2 362 ± 24 km/s, ce qui correspond à une distance de Hubble de 34,8 ± 2,5 Mpc (∼114 millions d'al). Elle a été découverte par l'astronome américain Lewis Swift en 1898.
La classe de luminosité de IC 3015 est II-III et elle présente une large raie HI. Elle renferme également des régions d'hydrogène ionisé.
À ce jour, près d'une quinzaine de mesures non basées sur le décalage vers le rouge (redshift) donnent une distance de 26,533 ± 2,497 Mpc (∼86,5 millions d'al), ce qui est légèrement à l'extérieur des valeurs de la distance de Hubble.

## Groupe d'IC 764
IC 3015 fait partie du groupe d'IC 764. Ce groupe de galaxies compte au moins 11 membres dont les galaxies NGC 4106, IC 760, IC 764 et IC 2996.